# Garang Kuol
Garang Mawien Kuol (Il Cairo, 15 settembre 2004) è un calciatore sudsudanese naturalizzato australiano, attaccante del Newcastle Utd.

## Carriera

### Club

#### Central Coast Mariners
Nato in Egitto da genitori sudsudanesi rifugiati, si trasferisce in Australia, a Shepparton, nello Stato di Victoria, all'età di un anno. Entra nell'Academy dei Central Coast Mariners nel 2021 ed esordisce con la prima squadra il 21 dicembre dello stesso anno, nella partita vinta 6-0 contro l'APIA Leichhardt e valevole per l'FFA Cup 2021, segnando dopo 7 minuti. Il 5 aprile seguente, debutta in A-League, segnando un gol nella vittoria per 5-0 dei Mariners sul Wellington Phoenix. Nel maggio del 2022, viene scelto per far parte della squadra dei migliori giocatori del campionato australiano partecipante all'All Stars Game, contro il Barcellona.

#### Newcastle United e prestito a Hearts e Volendam
Il 30 settembre 2022, Kuol trova un accordo per unirsi a titolo definitivo al Newcastle Utd, squadra della Premier League inglese, a partire dal 1º gennaio 2023. Una volta registrato dal Toon, il 12 gennaio seguente il giocatore viene girato in prestito agli Hearts, nella massima serie scozzese. Quindi, debutta con i Jambos il giorno successivo, sostituendo Barrie McKay al 77º minuto dell'incontro di campionato con il St. Mirren, vinto per 1-0.
Rientrato al Newcastle al termine della stagione, l'8 agosto 2023 Kuol viene ceduto in prestito annuale al Volendam, in Eredivisie.

### Nazionale
A settembre 2022, Kuol ottiene la sua prima convocazione nella nazionale maggiore australiana, in vista di due amichevoli contro la Nuova Zelanda. Debutta quindi nella seconda sfida, il 25 settembre seguente, subentrando a Marco Tilio al 73º minuto.
Nel novembre successivo, viene incluso dal CT Graham Arnold nella rosa partecipante ai Mondiali di calcio in Qatar, in cui, giocando la sfida della fase a gironi contro la Francia (persa 4-1), diventa il più giovane esordiente della selezione australiana nella competizione, a 18 anni e 68 giorni.
Il 24 marzo 2023, Kuol segna la sua prima rete con i Socceroos, chiudendo sul 3-1 finale l'incontro amichevole con l'Ecuador.

## Statistiche

### Presenze e reti nei club
| Stagione                      | Club                           | Campionato                    | Campionato | Campionato | Coppe nazionali | Coppe nazionali | Coppe nazionali | Coppe continentali | Coppe continentali | Coppe continentali | Supercoppe | Supercoppe | Supercoppe | Totale | Totale |
| Stagione                      | Club                           | Comp                          | Pres       | Reti       | Comp            | Pres            | Reti            | Comp               | Pres               | Reti               | Comp       | Pres       | Reti       | Pres   | Reti   |
| ----------------------------- | ------------------------------ | ----------------------------- | ---------- | ---------- | --------------- | --------------- | --------------- | ------------------ | ------------------ | ------------------ | ---------- | ---------- | ---------- | ------ | ------ |
| 2021                          | Central Coast Mariners Academy | LO                            | 6          | 0          | -               | -               | -               | -                  | -                  | -                  | -          | -          | -          | 6      | 0      |
| 2021-2022                     | Central Coast Mariners         | AL                            | 8+1        | 4+0        | CA              | 3               | 1               | -                  | -                  | -                  | -          | -          | -          | 12     | 5      |
| giu.-dic.2022                 | Central Coast Mariners         | AL                            | 7          | 2          | CA              | 1               | 0               | -                  | -                  | -                  | -          | -          | -          | 8      | 2      |
| Totale Central Coast Mariners | Totale Central Coast Mariners  | Totale Central Coast Mariners | 16         | 6          |                 | 4               | 1               |                    | -                  | -                  |            | -          | -          | 20     | 7      |
| gen.-giu. 2023                | Hearts                         | SP                            | 7+1        | 0+1        | SC+CdL          | 0               | 0               | UEL+UECL           | 0                  | 0                  | -          | -          | -          | 8      | 1      |
| 2023-2024                     | Volendam                       | E                             | 15         | 1          | CO              | 1               | 0               | -                  | -                  | -                  | -          | -          | -          | 16     | 1      |
| Totale Carriera               | Totale Carriera                | Totale Carriera               | 45         | 8          |                 | 5               | 1               |                    | -                  | -                  |            | -          | -          | 50     | 9      |

### Cronologia presenze e reti in nazionale
| Cronologia completa delle presenze e delle reti in nazionale ― Australia | Cronologia completa delle presenze e delle reti in nazionale ― Australia | Cronologia completa delle presenze e delle reti in nazionale ― Australia | Cronologia completa delle presenze e delle reti in nazionale ― Australia | Cronologia completa delle presenze e delle reti in nazionale ― Australia | Cronologia completa delle presenze e delle reti in nazionale ― Australia | Cronologia completa delle presenze e delle reti in nazionale ― Australia | Cronologia completa delle presenze e delle reti in nazionale ― Australia |
| Data                                                                     | Città                                                                    | In casa                                                                  | Risultato                                                                | Ospiti                                                                   | Competizione                                                             | Reti                                                                     | Note                                                                     |
| ------------------------------------------------------------------------ | ------------------------------------------------------------------------ | ------------------------------------------------------------------------ | ------------------------------------------------------------------------ | ------------------------------------------------------------------------ | ------------------------------------------------------------------------ | ------------------------------------------------------------------------ | ------------------------------------------------------------------------ |
| 25-9-2022                                                                | Auckland                                                                 | Nuova Zelanda                                                            | 0 – 2                                                                    | Australia                                                                | Amichevole                                                               | -                                                                        | 73’                                                                      |
| 22-11-2022                                                               | Al Wakrah                                                                | Francia                                                                  | 4 – 1                                                                    | Australia                                                                | Mondiali 2022 - 1º turno                                                 | -                                                                        | 74’                                                                      |
| 3-12-2022                                                                | Al Rayyan                                                                | Argentina                                                                | 2 – 1                                                                    | Australia                                                                | Mondiali 2022 - Ottavi di finale                                         | -                                                                        | 72’                                                                      |
| 24-3-2023                                                                | Sydney                                                                   | Australia                                                                | 3 – 1                                                                    | Ecuador                                                                  | Amichevole                                                               | 1                                                                        | 78’                                                                      |
| 28-3-2023                                                                | Melbourne                                                                | Australia                                                                | 1 – 2                                                                    | Ecuador                                                                  | Amichevole                                                               | -                                                                        | 69’                                                                      |
| Totale                                                                   |                                                                          | Presenze                                                                 | 5                                                                        |                                                                          | Reti                                                                     | 1                                                                        |                                                                          |